# McDonald, North Carolina
McDonald är en ort i Robeson County i delstaten North Carolina, USA.